# Thunbergia adenocalyx
Thunbergia adenocalyx är en akantusväxtart som beskrevs av Ludwig Radlkofer. Thunbergia adenocalyx ingår i släktet thunbergior, och familjen akantusväxter. Inga underarter finns listade i Catalogue of Life.